# Crédit Mutuel
O Crédit Mutuel é um banco cooperativo francês, com sede em Estrasburgo, Alsácia. Seu slogan é "La banque à qui parler" (o banco para conversar). Atualmente, é administrado por Daniel Baal e possui 7,4 milhões de clientes - aproximadamente metade dos quais vive no Grand-Est, ou seja, Alsácia, Lorena, Franco-Condado e Borgonha. É membro da União Internacional de Raiffeisen (IRU), que é uma associação de cooperativas baseada nas idéias de Friedrich Wilhelm Raiffeisen.

## Controvérsia
Em 2010, a Autorité de la concurrence do governo francês (o departamento encarregado de regular a concorrência) multou onze bancos, incluindo o Crédit Mutuel, em uma quantia de €384.900.000 por conspirar para cobrar taxas injustificadas no processamento de cheques, especialmente para taxas extras cobradas durante a transição de transferência de cheque em papel para a transferência eletrônica "Troca de verificação de imagem".